# Christian (Nassau-Dillenburg)
Christian von Nassau-Dillenburg (* 12. August 1688 auf Schloss Dillenburg; † 28. August 1739 in Straßebersbach) war Fürst zu Nassau-Dillenburg. Er war der letzte seiner Linie, die mit Georg von Nassau-Dillenburg 1606 begann.
Seine Eltern waren Heinrich von Nassau-Dillenburg (1641–1701) und dessen Frau Prinzessin Dorothea Elisabeth von Liegnitz (1646–1691).

## Leben

Wappen des Fürstentums Nassau-Dillenburg

Nach dem Tod seiner Eltern übernahm sein älterer Bruder Wilhelm die Erziehung. Schon in jungen Jahren wurden Christian und sein Hofmeister Gustav von Moltke zum Studium an die Universität Leiden geschickt, wo er sich sehr für Mathematik begeisterte.
Im März 1708 trat er als Major der Infanterie in holländische Dienste, empfing am 16. April 1711 das Patent als Oberst und kämpfte im spanischen Erbfolgekrieg mit Auszeichnung gegen die Franzosen.
Nach dem Frieden von Utrecht 1713 kehrte er nach Deutschland zurück und residierte in Hadamar. Mit dem Tod von Franz Alexander von Nassau-Hadamar im Jahre 1711 war die dortige Linie Nassau-Hadamar ausgestorben und das Land wurde unter den verbliebenen Nassauern aufgeteilt.
Nach dem Tod seines Bruders Wilhelm 1724 übernahm Christian auch die Dillenburger Besitzungen.
Im Jahre 1731 starb mit Friedrich Wilhelm II. von Nassau-Siegen auch die Reformierte Linie des Hauses Nassau-Siegen aus. Zunächst war zwar Immanuel Ignaz von Nassau-Siegen (1688–1735) dort als Administrator (sein älterer Bruder Wilhelm Hyacinth war bereits 1707 abgesetzt worden), aber ab 1735 fiel es endgültig an Nassau-Dillenburg und Nassau-Dietz.
Da jetzt nur noch die Linien Dillenburg und Dietz vorhanden waren, schlossen Christian als Oberhaupt der Ottonischen Linie und Karl August von Nassau-Weilburg aus der Walramischen Linie 1736 einen Erbvertrag um eine nochmalige Zerstückelung des Landes zu vermeiden.
Wenige Jahre später starb Christian auf einem Jagdausflug im Amtshaus von Straßebersbach an einem Stickflussanfall. Seine Besitzungen gingen nun an Wilhelm IV. von Nassau-Dietz und an Wilhelm Hyacinth von Nassau-Siegen. Dieser war schon alt und wie immer in Geldnot und verkaufte seinen Anteil am 17. Februar 1742 an Wilhelm gegen eine Rente von 40.000 Talern. 1743 starb er.
Er war Ritter des St. Hubertus Ordens.

## Familie
Christian heiratete im Jahre 1725 Isabella Charlotte von Nassau-Dietz (1692–1757), die Tochter des Fürsten Heinrich Casimir von Nassau-Dietz. Die Ehe blieb kinderlos.